# Cyllenia marginata
Cyllenia marginata är en tvåvingeart som beskrevs av Friedrich Hermann Loew 1846. Cyllenia marginata ingår i släktet Cyllenia och familjen svävflugor. Inga underarter finns listade i Catalogue of Life.